# Brännland, Skellefteå kommun
Brännland är en by i Skellefteå kommun. Brännland ligger precis invid gränsen till Piteå kommun.